# Silmido
Silmido (실미도 in hangŭl, 實尾島 in hanja) è un'isola disabitata nel Mar Giallo, di fronte alla costa occidentale della Corea del Sud, a poca distanza dall'isola di Muui, ed a 5 km dall'Aeroporto Internazionale Incheon.

## Il campo di addestramento
L'isola è divenuta famosa per aver ospitato il campo di addestramento per la cosiddettà Unità 684, il corpo (composto inizialmente da trentuno persone, criminali e giovani disoccupati) creato nell'aprile 1968, data da cui prende il nome, in risposta al tentativo di assassinio del presidente della Corea del Sud Park Chung-hee da parte di militari dell'Unità 124 della Corea del Nord, e che aveva il compito di penetrare nella Corea del Nord per assassinare Kim Il-sung. Il campo era talmente duro che in sette morirono durante l'addestramento.
Il progetto di assassinio fu poi accantonato, tuttavia l'unità rimase, ed il 23 agosto 1971, per ragioni rimaste sconosciute, si rivoltò, uccidendo quasi tutte le guardie che presidiavano il campo di addestramento. Il gruppo si diresse verso la terraferma, sequestrò un autobus e cercò di raggiungere Seul. L'autobus fu fermato dall'esercito a Daebang-dong, e 20 dei 24 membri dell'unità vennero uccisi nella sparatoria o si suicidarono facendosi esplodere con delle granate. I quattro superstiti furono catturati e condannati a morte. La condanna fu eseguita il 10 marzo 1972. Dalla vicenda fu tratto un film nel 2003, Silmido, per la regia di Kang Woo-suk.